# Oldsmobile F-85
Oldsmobile F-85 – samochód osobowy klasy średniej, a następnie klasy wyższej produkowany pod amerykańską marką Oldsmobile w latach 1961–1967.

## Pierwsza generacja

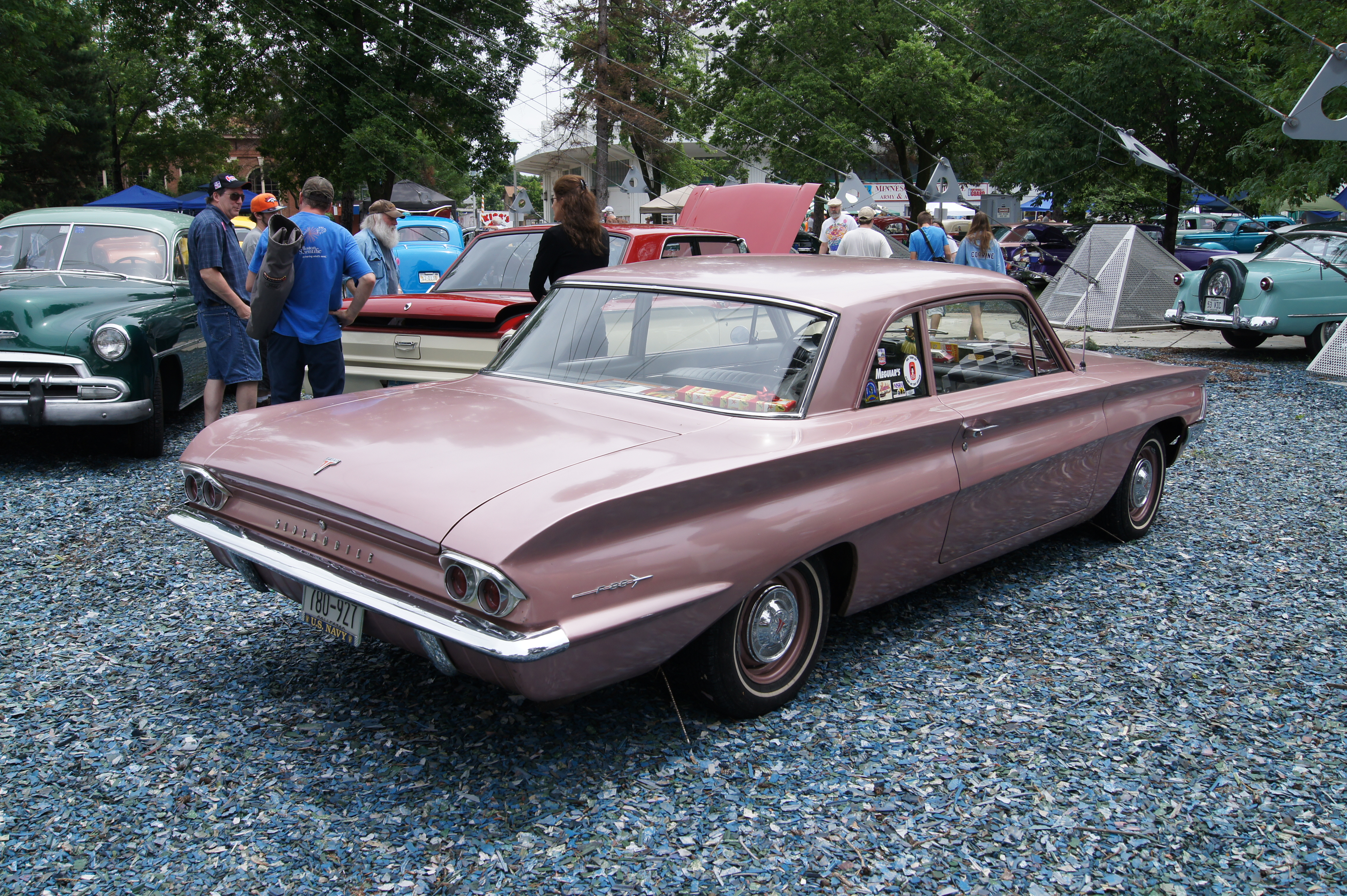
Oldsmobile F-85 I – tył

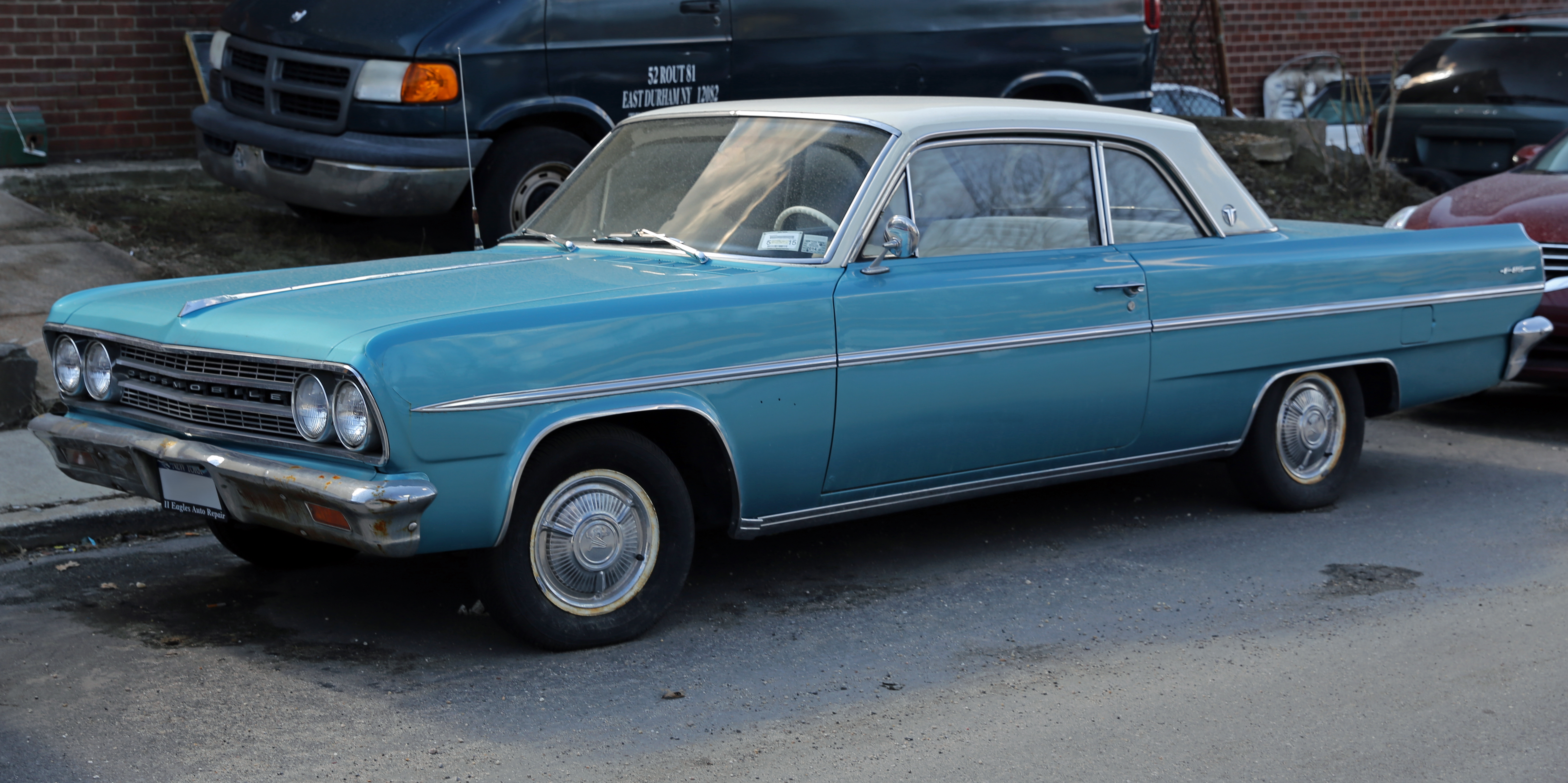
Oldsmobile F-85 Cutlass

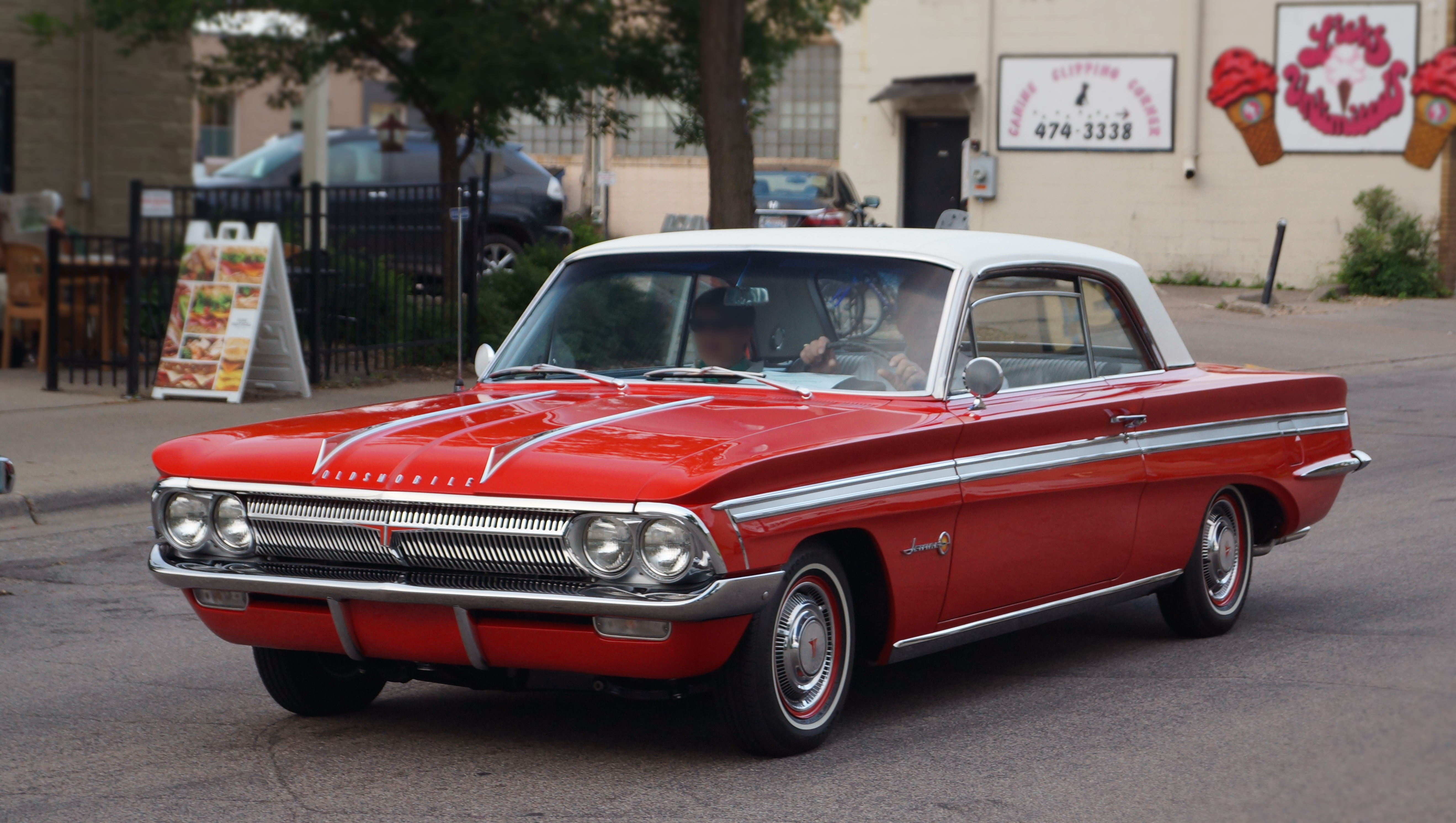
Oldsmobile Jetfire

Oldsmobile F-85 I został zaprezentowany po raz pierwszy w 1961 roku.
Na początku lat 60. XX wieku Oldsmobile poszerzyło ofertę o nowy, średniej wielkości model F-85 będący odpowiedzią m.in. takie konkurencyjne konstrukcje jak Mercury Comet. Samochód oparto na platformie Y-body, charakteryzując się strzelistymi proporcjami nadwozia z chromowanymi ozdobnikami nadwozia.

### F-85 Cutlass
Gamę wariantów pierwszej generacji modelu F-85 poszerzyła także droższa odmiana F-85 Cutlass, która charakteryzowała się inną stylistyką, a także bardziej kanciastymi kształtami nadwozia i bogatszym wyposażeniem.

### Jetfire
Topowym wariantem gamy pierwszej generacji Oldsmobile F-85 była także luksusowa odmiana Jetfire, która w porównaniu do podstawowego F-85 dostępna była w innych kolorach nadwozia i większą liczbą chromowanych ozdobników.

### Silniki
- V8 3.5l Rockette
- V8 3.5l Turbo-Rocket

## Druga generacja

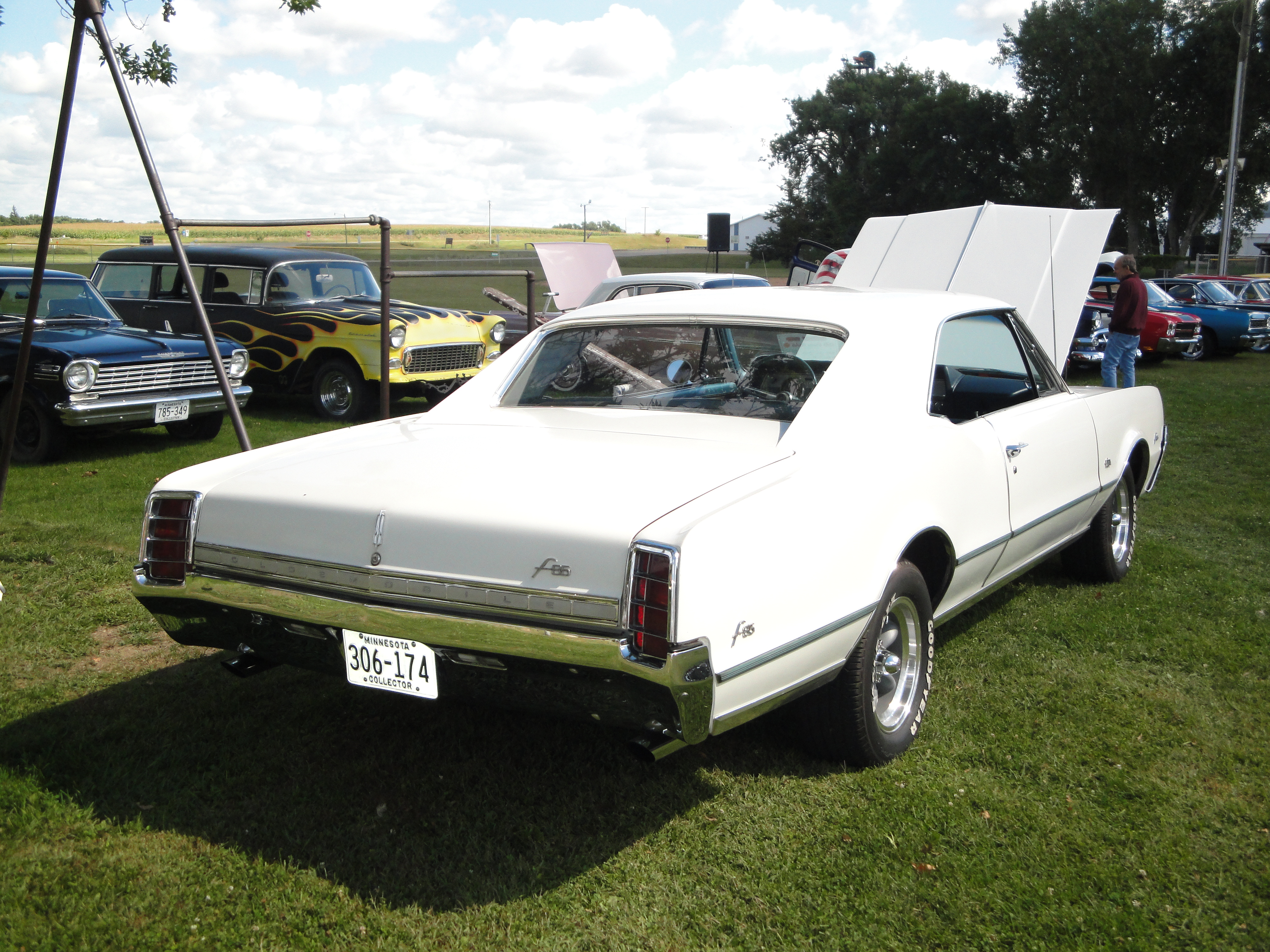
Oldsmobile F-85 II – tył

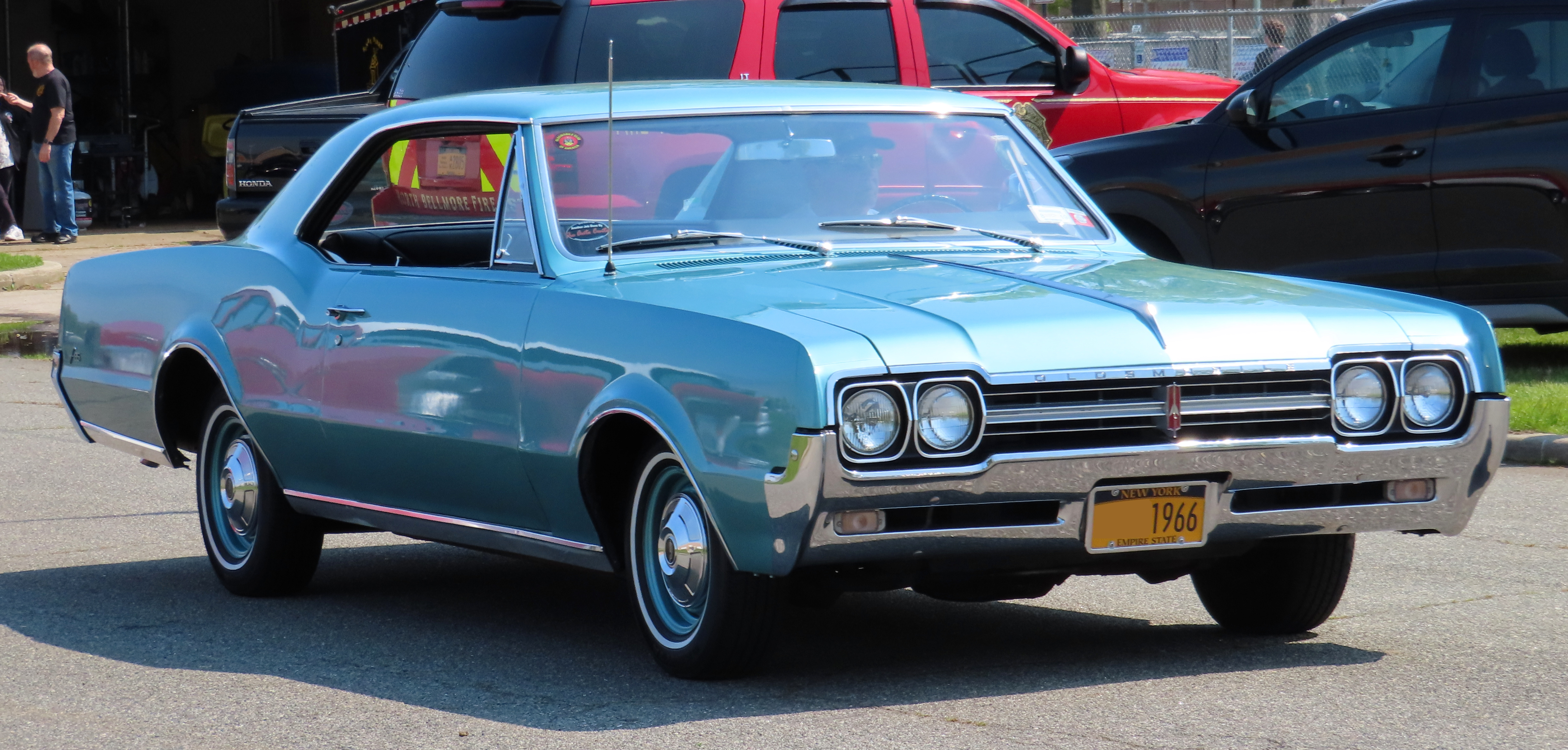
Oldsmobile F-85 II Cutlass

Oldsmobile F-85 II został zaprezentowany po raz pierwszy w 1964 roku.
Druga generacja Oldsmobile F-85 została oparta na nowej platformie koncernu General Motors A-body, przez którą samochód stał się znacznie większy, będąc tym razem odpowiedzią m.in. na model Ford Fairlane. Nadwozie zyskało bardziej kanciaste proporcje, z masywną, szeroką karoserią i podwójnymi reflektorami.

### F-85 Cutlass
Podobnie jak w przypadku poprzednika, druga generacja F-85 dostępna była także w topowej, luksusowej odmianie F-85 Cutlass. Wyróżniała się ona bardziej luksusowym wyposażeniem standardowym, a także ubogaconą w większą licznę chromowanych akcentów stylistykę.

### Silniki
- L6 4.1l Chevrolet
- V6 3.7l 155 KM
- V8 5.4l 230 KM
- V8 6.6l 310 KM